# 鶴見数馬
鶴見 数馬（つるみ かずま、1860年2月7日（安政7年1月16日） - 1926年（大正15年）1月2日）は、大日本帝国陸軍軍人。最終階級は陸軍少将。功四級、功三級。

## 経歴
のちの千葉県出身。鶴見駿太郎の叔父。陸軍士官学校に入学し（旧3期）、1879年（明治12年）12月、陸軍砲兵少尉に任官する。東宮武官などを経て、1901年（明治34年）6月、野戦砲兵第7連隊長に補され、1903年（明治36年）11月に大佐に進み、日露戦争に従軍する。203高地を含む旅順攻囲戦や奉天会戦で健闘した。1907年（明治40年）2月、野戦砲兵第15連隊長に任じ、1910年（明治43年）3月、長崎要塞司令官となり、同年11月、陸軍少将に進級と同時に兵器本廠長に就任した。1913年（大正2年）8月、予備役に編入した。晩年は東京府豊多摩郡中野町（東京市中野区を経て現東京都中野区）に住んだ。墓所は多磨霊園。

## 栄典
位階
- 1900年（明治33年）3月10日 - 正六位[6]

勲章
- 1889年（明治22年）11月29日 - 大日本帝国憲法発布記念章[7]
- 1893年（明治26年）11月29日 - 勲六等瑞宝章[8]